# 多羅那他

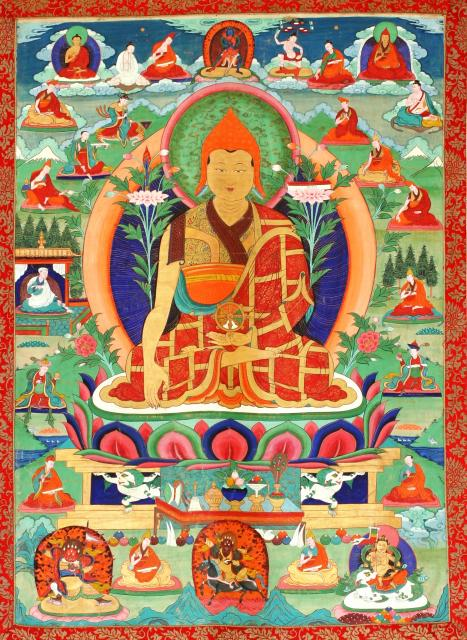
唐卡 多羅那他

多羅那他（Tāranātha, 1575年—1634年），名為班瑪斯覺多吉，法號多羅那他，意為救度怙主，西藏覺囊派僧侶，覺囊寺第二十八任住持，著名的藏傳佛教學者。

## 生平
多羅那他，本名貢噶娘波。「多羅那他」是印度學者沙羅那他贈送的法號，「多羅」意為「救度」；「那他」為「依怙」或「保護者」之義。16世紀，多羅那他出任覺囊寺堪布，整治寺規，健全組織，重新開展宗教活動。在藏巴地方政權的支持下，他創建了達丹丹曲林寺，弘揚覺囊派教法，使覺囊派出現了創宗以來的第二次興旺局面。多羅那他是著名的佛學理論家兼歷史學家。他一生博覽經書，貫通顯密教法，孜孜不倦撰寫了二十幾部學術論著(現有藏文多羅那他全集，壤塘版/拉達克版/北京版)。多羅那他住持覺囊寺及達丹丹曲林寺時期，覺囊派處於極盛。在《多羅那他自傳》中確實記載，蒙古喀爾喀部曾派人來迎請多羅那他至蒙古傳法，但多羅那他並沒有前往，《覺囊派法教史》中明確記載，多羅那他在1634年於達丹丹曲林寺圓寂。但有另外一種說法是：多羅那他被邀請去了蒙古，死後他的轉世為哲布尊丹巴，多羅那他的著作《印度佛教史》給了後世研究印度佛教歷史的人很多值得一讀的觀點，不僅在學術上具有重要價值，還對佛教教義的傳播和理解起到了重要作用。

## 著作
著有《印度佛教史》、《般若波羅蜜多心經釋》、《普賢經釋》,《密宗大成就者奇传》等著作。
- 多羅那他全集23卷，壤塘版 （页面存档备份，存于）
- 多羅那他全集17卷，拉達克版 （页面存档备份，存于）
- 多羅那他全集45卷，北京版 （页面存档备份，存于）

## 外部連結
覺囊祖師-多羅那他 （页面存档备份，存于）
覺囊祖師多羅那他告訴你:什麼是"三性"